# St. Nikolaus (Godendorf)
Koordinaten: 49° 48′ 50,5″ N, 6° 29′ 59,5″ O
Die Kapelle St. Nikolaus ist die römisch-katholische Filialkirche des Ortsteils Godendorf der Ortsgemeinde Ralingen im Landkreis Trier-Saarburg (Rheinland-Pfalz).

## Geschichte
Die heutige einschiffige Kapelle wurde 1867 erbaut und ersetzte einen älteren Vorgängerbau, welcher 1570 das erste Mal urkundlich erwähnt wurde. Auf dem Dach der Kapelle befindet sich ein Dachreiter. 1929 wurde eine Sakristei angebaut und 1930 wurde rund um das Gotteshaus ein Friedhof angelegt.

## Ausstattung
Der neogotische Hochaltar wurde 1909 von Johann Peter München aus Godendorf geschaffen.